# Der Messias (Klopstock)

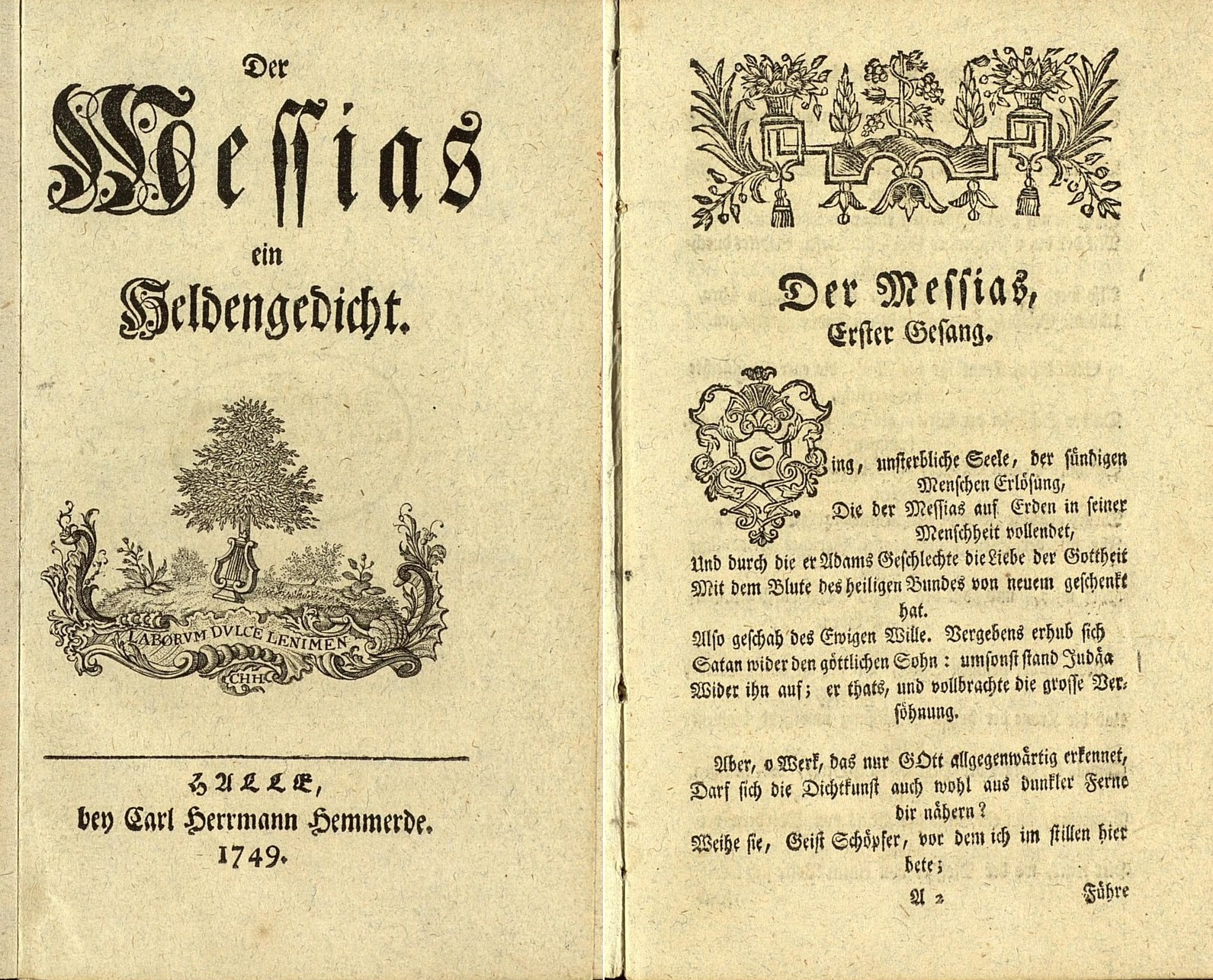
Der Messias (Ausgabe 1749); Titelseite und Anfang des ersten Gesangs

Der Messias. Ein Heldengedicht ist ein religiöses Epos in 20 Gesängen von Friedrich Gottlieb Klopstock. Er veröffentlichte das umfangreiche Werk fortlaufend von 1749 bis 1773. Der Autor verwendet als erster in der deutschen Literaturgeschichte durchgehende Hexameter und lehnt sich somit an die Epen Homers (Ilias und Odyssee) an. Inhaltlich eröffnet Der Messias in Deutschland die Epoche der Empfindsamkeit.

## Inhalt

### Überblick
Klopstocks Epos gestaltet in 20 Gesängen und nahezu 20.000 Versen die Passionsgeschichte Jesu und dessen Auferstehung nach dem Matthäusevangelium, Kap. 26–28 (bzw. dem Markusevangelium Kap. 14 und dem Lukasevangelium Kap. 22) beginnend mit seinem Gebet auf dem Ölberg. Die Ereignisse des in wenigen Kapiteln auf Jesus konzentrierten Fabel-Kerns erweitert der Autor um Parallelhandlungen (Maria, Portia, Thomas u. a.) und um mit vielen Bildern wortreich ausgemalte transzendentale Szenen nach Motiven aus dem Alten und dem Neuen Testament sowie der Apokalypse: Die Personen werden begleitet von Engeln, die einen kosmischen Krieg gegen die Dämonen des Höllenreichs austragen. Die ersten beiden Gesänge stellen die Lager in ihrer Polarität vor: Im ersten beschreibt der Autor Gabriels Reise durch das Weltall zu dem von Erzengeln gebildeten Hofstaat Jehovas. Der zweite Gesang schildert Satans dunkle Gegenwelt mit ihren Dämonen. Sie kämpfen um die Seelen der Menschen, die oft wie von übernatürlichen Kräften geführte entindividualisierte Wesen erscheinen. Die Verführung zum Bösen wird sowohl an Engeln als auch Menschen demonstriert: z. B. an dem in Sünde gefallenen, reuigen Abbadona, der sich im Lauf der Handlung immer wieder dem leidenden Jesus und göttlichen Bezirk zu nähern sucht (v. a. 2., 5., 9. Gesang), oder an der Judas-Geschichte.
Der Autor setzt beim Auftritt bzw. der Erwähnung vieler Personen und bei Bezügen auf ihre Lebensgeschichten die Kenntnis des Alten und Neuen Testaments voraus. Bei den von ihm erdichteten surrealen Szenen beruft er sich auf Mitteilungen seiner Muse Sionitin, der Seherin Gottes. Oft wird das Geschehen aus beiden Quellen gespiegelt indirekt beschrieben; so erlebt der Leser die Jünger Jesu anfangs mit den Augen ihrer Schutzengel, die mit dem Engelboten über sie sprechen, oder in der Beobachtung einer anderen Person, z. B. Petri Verleugnung aus der Perspektive Portias (6. Gesang). Eingearbeitet in solche Gespräche sind Informationen beispielsweise über Jesu Lebensgeschichte und über die Charaktere seiner Jünger (3. Gesang), aber auch frei erfundene Figuren. Wie in einem großen Mysterienspiel betreten immer wieder die Seelen alttestamentlicher Figuren, z. B. der Urväter und Urmütter, der Propheten, der Könige, aber auch der zum Zeitpunkt der Kreuzigung noch ungeborenen zukünftigen Christen die Szenerie.
Erster Gesang: Das Himmelreich
Zweiter Gesang: Die Hölle
Dritter Gesang: Die Jünger und ihre Schutzengel
Vierter Gesang: Abendmahl und Judas' Verrat
Fünfter Gesang: Gebet in Gethsemane
Sechster und siebenter Gesang: Gefangennahme und Gericht
Achter bis zehnter Gesang: Kreuzigung
Elfter Gesang: Auferstehung der Toten
Zwölfter Gesang: Grablegung
Dreizehnter Gesang: Auferstehung Jesu
Vierzehnter Gesang: Das leere Grab und Erscheinungen Jesu
Fünfzehnter Gesang: Die Verkündigung der Botschaft von der Auferstehung
Sechzehnter Gesang: Das Gericht über Satan und seine Dämonen der Unterwelt
Siebzehnter Gesang: Verkündigung der Botschaft durch die Zeugen
Achtzehnter Gesang: Adams Vision vom letzten Gericht
Neunzehnter Gesang: Jesu letzte Erscheinung vor seiner Himmelfahrt
Zwanzigster Gesang: Lobgesänge der mit Jesus in den Himmel ziehenden Scharen

### Erster Gesang
Jesus bittet in seinem nächtlichen Gebet auf dem Ölberg den zürnenden Vater um Vergebung für die sündigen Menschen, erinnert an den gemeinsamen Plan und seine Rolle als „Mittler“ zwischen Gott und den Menschen. Er bietet sein „Blut der Versöhnung“ (V. 99) an, um „das Bild der Gottheit im Menschen neu zu erschaffen“ (V. 98). Der Hauptteil handelt von der Sphärenreise des Götterboten Gabriel, der Begleiter des Gottessohnes auf Erden ist, durch den ätherischen Strom zum Lichtzentrum, um das Gebet Jehovas zu übermitteln und seine Entscheidung zu hören. Eingeschaltet in den Hymnus über die göttliche Welt ist die Beschreibung der Erschaffung des Himmels und ihrer Lichtgestalten. Auf die Bitten von Eloa („der nächste dem Unerschaffenen“, V. 288) und Urim, die Welt nicht zu richten und mit ewigem Tode zu bestrafen, kehrt Gabriel mit der göttlichen Botschaft „Gott ist die Liebe und Erlöser der Menschen“ zum Ölberg zurück.

### Zweiter Gesang
Der Messias erhebt sich in der Morgensonne, begleitet von Seelengesängen Adams und Evas, in denen sie die Gottesmutter preisen. Zusammen mit dem Engel Raphael, dem Beschützer seines Jüngers Johannes, steigt er den Ölberg hinunter zu den Gräbern der Toten und begegnet dem vom Satan besessenen Samma, der aus Verzweiflung über den Tod eines Sohnes seinen kleinen Sohn Benoni getötet hat und sich eine Klippe hinunterstürzen will. Jesus vertreibt den Satan, der sich ihm als „König der Welt“ und als „die oberste Gottheit unsklavischer Geister“ (V. 173), der Jesu „Geliebten, die Menschen“ (V. 184) plagt, entgegenstellen will und ihn als von einer Frau geborenen „sterbliche[n[ …] götterträumende[n] Seher“ (V. 175, 180) verspottet, und befreit Samma aus seiner Gewalt. Satan flieht, da er das Licht des Himmels nicht ertragen kann, in die ewige Dunkelheit. Dieser Ort der Verdammnis wird auf „Gottes Befehl“ von zwei Engeln bewacht, „damit nicht Satan\ Kühn mit seiner verfinsterten Last die Schöpfung bestürme,\ Und das Antlitz der schönen Natur durch Verwüstung entstellte.“ (V. 266–268) Dort trifft Satan auf andere aufrührerische und zerstörerische Dämonen, die Jehova in die Tiefe verstoßen hat: Adramelech, der als Negation der Schöpfung alles zerstören will, Moloch, Belielel, Magog und „Tausendmal tausend [verurteilte] Geister“ (V. 408). Wenn sie auch nicht den Himmel erobern konnten, so wollen sie doch ihre Herrschaft über die sterblichen Menschen nicht abgeben. Satan erzählt nun in kritischer Bewertung die jüdische Messias-Vision und die Geschichte des irdischen Gottes, der den toten Seelen ihre Sünden vergeben und sie so dem Höllenreich entreißen will. Um dies zu verhindern, hetzt Satan die Menschen, mit Herodes hat er begonnen, gegen Jesus auf. Sie sollen ihn töten, dann werde sein Leib zerfallen. Mit der Zustimmung aller Dämonen reisen Satan und Adramelech zum Ölberg.

### Dritter Gesang
Die Ölberg-Handlung setzt sich mit der Suche der Jünger nach ihrem schlafenden Meister fort, der aus höheren Regionen beschirmt wird: „Die heilige Ruhe\ Eilte, gesandt von Gott, vom Allerheiligsten Gotte\ Nieder in stillen Düften auf ihn, und kühlendem Säuseln.\ Jesus schlief“ (V. 100–103). Als Beobachter des Himmels wurde der Seraph Selia entsandt. Er erblickt die Anhänger Jesu und lässt sie sich durch deren Engel, die ihnen Jesus zugewiesen hat, vorstellen: Simon (durch Orion), Andreas (durch Sipha), Philippus (durch Libaniel), Jakobus (durch Adona), Simon (durch Megiddon), Jakobus der Alphäide (durch Adoram), Thomas (durch Umbriel), Matthäus (durch Bildaï), Bartholomäus (durch Siona), Lebbäus (durch Elim), Judas (durch Ithuriel). Ithuriel erzählt von den Veränderungen im Verhalten Judas’ und dass er seinen Verrat, wie ihn Jesus beim Abendmahl vorausgesagt hat, befürchte, denn Judas sei eifersüchtig auf Johannes, der von Salem, einem seiner beiden Begleiter, im Gegensatz zu Judas als Beispiel unschuldiger Liebe gepriesen wird. Im letzten Teil des Gesangs schickt Satan dem schlafenden Judas einen Traum, in dem dessen verstorbener Vater auftritt, ihm seine Benachteiligung gegenüber den anderen Jüngern verdeutlicht und ihm rät, Jesus an die Priester auszuliefern, einmal um zu Geld zu kommen und zweitens um den Messias zu zwingen, seine Friedfertigkeit aufzugeben und um die Macht zu kämpfen. Ithuriel bemerkt die List Satans, der „die Unschuld der Seele\ Schon entheiliget hatte“ (V. 671–672), und weckt Judas auf. Dieser ist sich über die Herkunft des Traums und die Botschaft unsicher. Er verflucht den Ort, wo er schlief, und den Tag, da der Messias ihn in seinen Kreis berief, und er weiß, dass er jetzt eine unwiderrufbare Entscheidung zwischen Gut und Böse treffen muss: „Deine Gesichte trügen dich nicht. Und wenn sie es täten;\ Kannst du es anders, als so, wonach du seufzest, erlangen?\ Also rief er, wütet’ er, war, seit seinem Gesichte,\ Zwo erschreckliche Stunden der Ewigkeit näher gekommen“ (V. 742–745).

### Vierter Gesang
Ähnlich wie bei Judas geht Satan beim Hohepriester Kaiphas vor, dem er im Schlaf ein „dunkle[s] Gesichte“ (V. 1) sendet. Dieser beruft eine Versammlung der Priester und Ältesten des Volkes ein und appelliert an sie, den falschen Messias, der mit vorgetäuschten Wundern die Bevölkerung gegen die Priester aufwiegle, gefangen zu nehmen und zu richten. Als Beleg nennt er seinen Traum: „Gott gebeut uns, ihn schnell vom Antlitz der Erde zu tilgen. […] Er muß sterben“ (V. 58, V. 94). Darauf entsteht ein theologischer Streit zwischen den Pharisäern und den Sadduzäern, „Wie tief in der Feldschlacht\ Kriegerische Rosse vor eisernen Wagen sich zügellos heben,\ Wenn die klingende Lanze daherbebt“ (V. 179–181). Der pharisäische Philo stellt die Wahrheit von Kaiphas’ Traumprophezeiungen in Frage, schließt sich aber seiner Situationsanalyse an, Jesus sei ein Aufrührer und nicht der Sohn Gottes. Er fordert, von Satan erfreut beobachtet, die Verteidigung der göttlichen Offenbarungen und Gesetze des Alten Testaments und die Tötung Jesu, obwohl „sein Herz ihn Heuchler [nannte]“ (V. 173–174). Dagegen warnen besonnene Stimmen (v. a. Gamaliel), nur Gott allein richte und die Menschen dürften kein heiliges Blut vergießen. Nikodemus hält eine große Verteidigungs- und glühende Bekenntnisrede für die Botschaft des unschuldigen Jesus, verweist mit vielen Beispielen seiner Lebensgeschichte auf seine wundertätigen Handlungen und friedfertigen Predigten vom neuen Bund Gottes und dem ewigen Leben, wofür Gott-Vater das Leben seines Sohnes opfern werde. Seraph Ithuriel sieht in Nikodemus den Prototyp des neuen Menschen und stimmt nach dem Vorbild von Eloa eine Hymne auf die Schöpfung an. Die Stimmung der durch Nikodemus’ Rede nachdenklich gewordenen Versammlung wendet sich durch die Ankunft Judas Ischariots, der eine Belohnung empfängt und bereit ist, sie zu Jesus zu führen.
In der Gegenhandlung, die im 7. Gesang fortgesetzt wird, sucht Maria nach ihrem Sohn und begegnet Petrus und Johannes. Sie wird begleitet von Lazarus, seiner Schwester und „fromme[n] Hörerin Jesu“ Maria, Cidli, der Tochter des Jaïrus, und Semidal, ihrem Geliebten, die Jesus wieder zum Leben erweckte. Die Stimmung vor dem Tod Jesu spiegeln zwei innere Monologe: die Klagen Cidlis und Semidals über ihre vom Autor erfundene unerfüllte Liebesgeschichte und die Hoffnung auf eine zweite, ewige Erweckung sowie Marias Rückblick auf Kindheit und Entwicklung Jesu. Ihr göttlicher Sohn sieht sie vorbeigehen, „nicht mit dem menschlichen Auge, mit jenem Auge, mit dem er […] des Seraphs Gedanken vorhersieht“ (V. 922–924), und verspricht, sich ihrer zu „erbarmen,\ Wenn [er] auferstehe“ (V. 926–927). Er bereitet sich auf Golgatha vor, weiß vom Verrat Judas’, der sich, „schon die Miene der Unschuld\ Im betrügenden heiteren Gesicht“ (V. 985–956) „schweigend\ Unter die Heiligen [mischt]“ (V. 984–985), als ihn dessen Schutzengel Ithuriel über den Abfall des Jüngers informiert. Er eilt nun zum letzten festlichen Mahl mit den Jüngern und isst mit ihnen das „Lamm des Bundes“. Durch das Überreichen eines Brotstückes „voll Freundschaft“ (V. 1203) signalisiert er Judas, dass er ihn durchschaut. Dieser verlässt ihn im Zorn, möchte ihn durch die Gefangennahme gedemütigt sehen und seine Göttlichkeit erproben: „Wenn er stirbt, so ist ein Zufall gewesen,\ Daß er so oft den Feinden entging! So ist er ein Träumer,\ Und von Gott nicht gesandt. Auch unsere Weise,\ Sind Geweihte des Gottes der Götter! Sie haßten ihn immer!\ Und sie handeln nach Moses Gesetz! Ich bin ihr Vertrauter!\ Aber er wird nicht sterben!“ (V. 1222–1227). In seiner programmatischen Abschiedspredigt erklärt Jesus seine Mission, dass er Gott ist und für die sündigen Menschen sein Leben opfert, um ihre Auferstehung und ihr ewiges Leben, eine neue Schöpfung zu bewirken. Er ermahnt die Jünger zur gegenseitigen Liebe und betet zum Vater, sie mit dem ewigen Leben zu belohnen. Dann geht er mit seinen elf Jüngern zum Garten am Fuß des Ölbergs, wo Gabriel die Engel versammelt.

### Fünfter Gesang
Die Handlung tritt nun in die Phase der Entscheidung zwischen der Verurteilung und Begnadigung der vom Satan verführten sündigen Menschen. Der über die sündige Welt zürnende Gott „mit dem schrecklichen Blick“ (V. 49) steigt aus den höheren Sphären durch die Regionen des Sternenhimmels zur Erde herab: „ich steig hinunter, Gott den Messias zu richten,\ Welcher zwischen mich, und das Menschengeschlecht sich gestellt hat,\ Dasteht, Gottmensch ist, und mein Gericht erwartet.“ (V. 53–55). Er wird auf seinem Weg durchs Weltall zuerst von Eloa, dann von den sechs Seelen der Weisen aus dem Morgenland (mit den vom Autor erfundenen Namen Hadad, Selima, Simri, Mirja, Beled, Sunith) beschworen, die Erde nicht nach strengem Gesetz zu richten, sondern barmherzig zu schonen und im Sinne seines Gottsohnes die Getreuen vom ewigen Tod zu erlösen. Dann beschreibt ihm, dem Unsterblichen, eine Menschenfamilie die Schrecken des Sterbens und die Hoffnung auf das ewige Leben durch den Messias. Der Richtergott sieht, eingehüllt in die Mitternacht, vom Berg Tabor auf die Sünder des Menschengeschlechts, während Eloa wieder zum Himmel aufsteigt und zum Ölberg hin ruft: „Ist einer unter den Himmeln,\ Welcher, statt des Menschengeschlechts, im Gericht will erscheinen,\ Dieser komme vor Gott!“ (V. 339–341). Jesus hört ihn, verlässt Gethsemane und eilt allein in die Einsamkeit. Es ist eine Situation existentieller Not inmitten der feindlichen kosmischen Mächte: „vom Antlitz des Leidenden Blut rann.\ Hub er vom Staub sich auf, streckte die Arme gen Himmel;\ Tränen flossen ins Blut“ (V. 381–383) und er betet zum Richtergott: „Laß ab, die Schrecken des Todes\ Über mich auszugießen! Doch nicht mein Wille geschehe! […] Ich leide!\ Ich bin ewig wie du! […] Und da gingen vor seinen Gedanken des ewigen Todes\ Schreckengestalten vorüber. Er sah die verworfenen Seelen,\ Die der Schöpfung Tage, dem Rufer zur Ewigkeit, fluchten!\ Hörte das dumpfe Geheul des widerhallenden Abgrunds;\ Donnernde Ströme von Felsen herab in die Tiefe geschleudert,\ Auf den donnernden Strömen, der Angst geflügelte Stimme; […] Dann, in einem unendlichen Seufzer der alten Verzweiflung\ Ausgegossen, empörte die Stimme des Menschengeschlechts sich,\ Klagte den Schöpfer der Schöpfung, der war, und sein wird, des Daseins,\ Und der Ewigkeit an. Ihr Elend fühlte der Gottmensch!“ (V. 403–404, 412–413, 416–421, 424–426). Adramelech hat ihn von einem verödeten Felsen aus beobachtet und nähert sich ihm mit Spott, aber der Messias schickt ihn mit der Miene des Weltgerichts zurück in sein Nichts. Jesus kehrt zurück zu seinen schlafenden Jüngern, die zu schwach waren, wach zu bleiben und zu beten, „damit der Versucher nicht über [sie] komme“ (V. 479) und wird bestärkt, ins Gericht zu gehen, „für alle zu leiden“ (V. 485). Jehova wird über das Leid des Gottsohnes die Not der sündigen Menschen nahegebracht, und er entscheidet sich, die Menschen vom ewigen Tod zu erlösen und mit ihnen einen neuen Bund zu beginnen, nachdem Jesus sich zum dritten Mal bereit erklärt hat, sich anstelle der Menschen richten zu lassen. Dann steigt Jehova wieder „zu dem ewigen Thron auf“ (V. 828) und lässt Eloa Jesus die frohe Botschaft überbringen, er habe sich durch „Leiden des Todes,\ Und mit dem Blute, versöhnt […] \ Wenn er König wird sein, zu der Rechten Gottes erhoben!“ (V. 727–729). Eingeschaltet in diese Konfliktsituation ist die Weiterführung (2. Gesang) der Geschichte des seinen Abfall von Gott bereuenden Engels Abbadona. Er erkennt beim Anblick des betenden Jesus, dass in diesem „Tiefen verborgen [sind],\ Deren Abgrund [ihm] unsichtbar ist, Labyrinthe\ Gottes!“ (V. 605–607), und beklagt, dass der Messias sich nur für Erlösung der Menschen, aber nicht für die der sündigen Engel einsetzt.

### Sechster Gesang
Die in den Evangelien überlieferte Handlung tritt nun stärker gegenüber der erdichteten in den Vordergrund. Als Grundlage seiner Darstellung kombiniert der Autor die Berichte im Johannesevangelium, Kap. 18 (Schwächeanfall der Gerichtsdiener bei der Festnahme, Verhör Hannas), im Lukas- (Herodes), im Matthäus- und im Markusevangelium: Der Messias wird in der Nacht, beobachtet von Satan, bei den Gräbern durch den Judaskuss von einer Schar Bewaffneter erkannt, gefangen genommen und zum Hohepriester Kaiphas gebracht, der ihn mit Hilfe bestochener Zeugen wegen verschiedener Gesetzesübertretungen und der Anmaßung, König der Juden zu sein, der Gotteslästerung anklagt. Jesus bekennt, Gottes Sohn zu sein, und wird zum Tode verurteilt. Zur Verteidigung lässt der Autor den um Jesu Leben betenden Jünger Johannes und den sich in seiner langen Anklage am Ende des Gesangs der Untreue beschuldigenden Petrus auftreten, dazu die erfundene Figur der Portia, der Frau des Pilatus. Auf der metaphysischen Ebene sind es der Engel Obaddon, der Philos wegen seiner unmenschlichen Anklage mit dem Tode droht und ihn zum Abbruch seiner Rede zwingt, sowie Eloa und Gabriel, die im Dialog über die Geheimnisse der Schöpfung und über das Weltgericht sprechen: „wie allen Erschaffenen\ Unergründbar ist Gottes Geheimnis! […] doch ein Wunder,\ Wie die Erniedrung des Sohnes zu dieser Tiefe, geschah nicht!\ Er, den erst Jehova vom donnernden Tabor herunter\ Richtete! der das Gericht mit dieser Göttlichkeit aushielt\ Mir, mit einem Blicke, der Engel Schimmer zurückschuf! […] vor dem der Toten Gebeine,\ Vom weitherrschenden Sturme der neuen Schöpfung ergriffen.\ Einst erwachen“ (V. 490–500).

### Siebenter Gesang
In eine metaphysische Rahmenhandlung, einerseits das Lob der Erzengel über den von Gottvater und -sohn vereinbarten neuen Bund mit der Menschheit sowie andererseits die Anstachelung der Priester durch die Dämonen, Jesus als Aufrührer und Volksverführer zu verleumden, eingearbeitet ist die Gerichtsverhandlung bei dem römischen Statthalter Pilatus, der sich für nicht zuständig erklärt, als Jesus bekennt, er sei kein irdischer König, und ihn König Herodes übergibt. Dieser verlangt ein Wunder als Beweis seiner Göttlichkeit, verspottet ihn, als sich Jesus verweigert, und schickt ihn zu Pilatus zurück. Dieser möchte ihn freilassen, gerät jedoch zunehmend unter den Druck des von den Priestern aufgehetzten Volkes, das sich einen starken Anführer gewünscht hat und jetzt von seinem passiven Verhalten enttäuscht ist. Als letzten Rettungsversuch überlässt Pilatus dem Volk die Entscheidung, als Festgeschenk Jesus oder den Mörder Barrabas zu begnadigen. Philo hält eine Rede gegen Jesus und bringt so die wankenden Zuhörer dazu, die Kreuzigung zu fordern. Beobachtet werden diese Vorgänge von den hilflosen Anhängern des Messias. Der Todesengel „schwebt’ itzt\ Fürchterlich, mit dem Verderben, mit Gottes Schrecken gerüstet,\ Über Juda’s Gefilden, das Volk dem Gerichte zu weihen“ (V. 774–776).
Unterbrochen wird die Gerichtsszene durch zwei Ereignisse: Der reuige Judas gibt seine Silbermünzen den Priestern zurück, flieht aus der Stadt und erhängt sich aus Verzweiflung über seinen Verrat. Der Todesengel Obaddon verurteilt seine Seele zur Höllenstrafe. Maria sucht weiterhin (4. Gesang) Jesus und kommt zum Palast des Pilatus, wo sie Portia ihre Angst um den Sohn klagt. Portia bewundert Jesus und erzählt von ihrem Traum: „Ein Mann von Blute strömend ging in die Wolken,\ Wo sie sich öffneten. Scharen unzählbarer Menschen zerstreuten\ Sich auf den Gräbern, und schauten mit offen verlangenden Armen\ Jenem Blutenden nach, der in die Wolken hineinging.“ (V. 439–441) Maria wird dadurch an die frühen Prophezeiungen erinnert, ihr Sohn solle die Menschen erlösen. Jetzt erst versteht sie deren Sinn. Mit ihren Freunden muss sie die zunehmende Radikalisierung des Volkes mit ansehen.

### Achter Gesang
Die Darstellung des menschlichen Leids aus der Perspektive Jesu ist auf seine Gebete in Gethsemane (5. Gesang) konzentriert. Sein Weg nach Golgatha und die Kreuzigung werden weniger als in den Evangelien in ihrem äußeren Ablauf beschrieben, sondern aus den unterschiedlichen Reaktionen der menschlichen und himmlischen Betrachter auf sein Sterben. Die Engel sehen die Opferung auf dem „Altar“ in einem verklärten Licht der Harmonie. Es herrscht eine weihevolle andächtige Atmosphäre. Aus den Wolken verfolgt ein Kreis der Engel das Geschehen. Der Satan und Adramelech, die „in wildem Triumphe schweben“ (V. 127), werden vom „Glanze\ Dieses gefeirtsten Tags vor allen Tagen der Feier“ (V. 123–124) von Eloa vertrieben, der einen Hymnus auf die Erlösung vom Tod singt: „O der dem Altare sich naht, zu sterben den schönsten\ Und den wunderbarsten Tode, du Menschlicher! Schöpfer!“ (V. 43–44). Mit Stille und Erstaunen sehen die Engel der Kreuzigung zu. Sie jauchzen und weinen, als sein erstes Blut fließt. Eloa schwingt sich „in die Himmel der Himmel“, fliegt auf in die „Tiefe des Unermesslichen, rufte: Sein Blut fließt!“ (V. 266, 268). Die Engel auf den Sonnen stehen „feirend, und von den goldnen Altären\ flammten Morgenröten hinauf zu dem richtenden Throne\ Durch die weite Schöpfung herunter flammten die Opfer,\ Bilder des blutenden Opfers am Kreuz: ein himmlischer Anblick!“ (V. 272–275). Anders beurteilen die Seelen der Stammväter des Alten Testaments die Kreuzigung, v. a. Adam, „der die Verwesung gesehen hat“ (V. 231) und an das Leid Jesu denkt: „Du bist, der du dich opferst, auf ewig\ Bist du Erbarmer! Vollender! Du gnadenvoller Erdulder! […] Und nun, unaussprechliche Wehmut\ Überfällt mich, und dringt in jede Tiefe der Seele!\ Nun, nun geht er dahin.“ (V. 226–230). Als Jesus ans Kreuz tritt, verneigt er sich vor Jehova. „Aber vom Throne des dunkeln Gerichts antwortet Jehova.\ Von der Antwort klangen des Allerheiligsten Tiefen\ Und es bebte des Richtenden Thron. Die Kreuziger nahten\ Sich dem Versöhner“ (V. 237–240). Dann wechselt der Autor zur Erlösung des reuigen Gekreuzigten an Jesu Seite und reist dann mit Uriel zum Stern Adamida, auf der die Seelen der noch Ungeborenen wohnen, und bringt sie zum toten Erlöser.
Am Ende des Gesangs wechselt die Perspektive: „Und der Unsterblichen Harmonien [zerfließen] in Seufzer“ (V. 575). Der Augenblick des Todes wird aus „der Sterblichen Auge“ dargestellt: „Hätte Gott den Tod nicht gesandt! Wie allmächtige Schauer\ Durch den Sterbenden schütterten! Wie er, verlassen vom Vater,\ Hing am hohen Kreuze!“ (V.289, 292–294). Maria steht am Kreuz, bemitleidet von der Urmutter Eva, „mit hangendem Haupt, auf sinkenden Füßen mit bangem\ Jammerbleichen Gesicht, mit niederstarrendem Auge,\ Leer der Tränen, ihr wurden nicht Tränen zur Linderung gegeben! Unbeweglich, und stumm, der Tod verstummt so!“(V. 517–520). Todesengel schweben heran und umkreisen siebenmal das Kreuz, „Ihr Blick war Flamme Verderben ihr Antlitz!\ Nacht ihr Gewand […] Sie hatte vom Thron der Richter gesendet […] und Bilder des Todes\ Strömten um sie, das Graun der erdebegrabenen Verwesung“ (V. 529–536). „Und es hing die Hülle des Ewigen vor dem Geheimnis\ Unbeweglich“ (V. 559–560). Eva klagt: „Zwar ist es ewige Gnade,\ Die mich [losspricht], aber du stirbst“ (V. 581–582).

### Neunter Gesang
Petrus irrt schuldbewusst über seine Verleugnung Jesu umher, während sein Schutzengel ihn zu beruhigen versucht, und trifft Joseph von Arimathäa und Nikodemus (4. Gesang), die jetzt bereit sind, sich offen zu ihrem Glauben zu bekennen. Unter dem Kreuz versammeln sich immer mehr Anhänger und Jünger, um den Toten zu beweinen: Maria (4. u. 7. Gesang) und eine Gruppe von vier Frauen dieses Namens. Dazu kommt ein großer Chor der Seelen, u. a. der Stammväter Abraham, Isaak und Moses, um den „Gottversöhner“ für die Erlösung ihres Volkes vom Tode zu preisen. Eine zentrale Frage wird in einem Gespräch der Schutzengel Johannes und Marias, Salem und Selith, wieder aufgegriffen: „Was vor ein Anblick ist diesem zu gleichen,\ Menschen, die der Ewige liebt, so leiden zu sehen?\ Aber, was mein Erstaunen dabei mit Beruhigung mildert,\ Ist die Tröstung, die Gott dann oft den Leidenden sandte“ (V. 397–400). Diese Tröstung wird jetzt auch Maria zuteil. Die Gegenhandlungen beziehen sich auf zwei (noch?) nicht Erlöste. Während Abbadona, der seine frühere Jünglingsgestalt des unschuldigen Lichtengels angenommen hat, sich zwar aus Mitleid Eloas dem von Engeln abgeschirmten Kreuz nähern darf, aber den Anblick des Sterbenden nicht aushält und entweicht, wirft Obaddon Judas, den „die Hand des Gerichts ihm seine Stirne gebrandmarkt,\ Wie der ewige Tod den Gottverlaßnen entstellt hat“ (V. 654–655) in den Abgrund der Hölle: „Dies ist der Gerichteten Wohnung, und deine!\ Daß die Erdegeborenen, die Sünder, nicht alle den Tod hier\ leiden, den ewigen Tod, stirbt Jesus Christus am Kreuz!“ (V. 762–7764).

### Zehnter Gesang
Zu Beginn weist der Autor beim Sterben des Sohnes erneut auf seine begrenzten Möglichkeiten bei der Erfassung des Richtergottes und seiner Intention hin: „Ach wär nicht der Liebe\ Tod, den sie starb vom Anbeginn der Welt; so erläg ich\ Unter der Last der Betrachtung! Auf beiden Seiten ist Abgrund!\ Da zur Linken: Ich soll nicht zu kühn von dem Göttlichen singen!\ Hier zur Rechten: Ich soll ihn mit feierlicher Würdigung singen!\ Und ich bin Staub! […] du siehest es alles,\ Was ich denke […] und wenn ich strauchle, vergib mirs!\ Deines Lichts ein Schimmer […] Ist dem Erkenntnisbegierigen, ist dem Dürstenden Fülle!“ (V. 2–14). „Von allem, was schwer ist\ Zu ergründen, ist mir am schwersten zu fassen: Du leidest,\ Gottes Sohn!“ (V. 193–195). Die Beschreibung Jehovas, der von seinem Thron „mit unverwendetem Antlitz,\ Auf den göttlichen Sündeversöhner“ (V. 21–22) herunterschaut, korrespondiert mit dem Gekreuzigten: „Es empfindet den Blick des richtenden Vaters\ Jesus Christus; weiß, daß Jehova noch nicht versöhnt ist!“ und „durchströmt von des näheren Todes\ Schauer“ (V. 26–29) betet er noch eindringlicher für die Erlösung der Gläubigen. Dabei blickt er zuerst auf das Tote Meer, dann auf die ihn umgebenden Scharen der Seelen. Eingeblendet wird die Verurteilung Satans und Adramelechs, die auf „Ratschluß Gottes in Eden“ (V. 91) entmachtet zur tiefsten Stufe ihres Leides hinabgesenkt wurden. In mehrmaligem Perspektivwechsel wird die verschachtelte Erzählstruktur des Werkes deutlich: Der Autor bittet seine Muse Sionitin, die Schauplätze zu wechseln, die Qualen der Hölle nicht weiter zu enthüllen und Jesu Blick vom Meer des Todes wegzulenken auf die sein Kreuz umgebenden Seelen der zukünftigen Menschen, die durch das Opfererlebnis ihr Leben Jesus geweiht haben und sogar zu Märtyrern wurden. Sionitin stellt nun in einer langen Reihe Christen vor, die aus den Apostolischen Briefen und anderen Überlieferungen bekannt sind, u. a. Timotheus, Antipas, Hermas, Herodion, Epaphras, Flavius Clemens und Lucius. Dann beklagen jeweils in Dialogen Johannes und Simeon sowie zwei alttestamentliche Frauen, Debora und Mirjam, den sterbenden Jesus. Immer mehr Engel und Seelen bekannter biblischer Figuren, die wie Hiob von Jehova leidvoll geprüft oder für ihre Abweichungen von seinen Geboten bestraft wurden, umschweben den Todeshügel. Adam versucht der mitfühlenden Eva das menschlich Unverständliche der Kreuzigung zu erklären: „Wir sind viel zu endlich, für ihn zu dem Richter zu flehen. […] wir flehten vergebens […] es lindert kein Labsal die letzte Todesangst ihm\ Hat es der Unerforschte, dem er sich opfert, beschlossen!“ (V. 741–749). Nach Adams Gebet schwebt der „Bote der richtenden Gottheit“ (V. 980) heran mit dem Urteil: „es hat Jehova dein göttliches Opfer\ Angenommen! […] Sohn! Du hast dem unendlichen Zorn dich unterworfen! […] Allein er […] Wird dich verlassen, bis du den gottversöhnenden Tod stirbst! […] so wirst du ihn, Göttlicher, sterben!“ (V. 1017–1024).

### Elfter Gesang
Der Autor preist die Auferstehung Jesu: „Des Sohnes Erniedrigung sang ich;\ Bring mich höher hinauf, auch seine Wonne zu singen!“ (V.13–14). „Schnell erfüllet die heiligen Hallen\ Christus Herrlichkeit, schnell das Allerheiligste Gottes.\ Sieh, es zerriß […] der geheimnisvolle Vorhang; Und es verschwand dein Schatten vor dir, vollbrachte Versöhnung! Hier sprach Jesus Christus mit seinem Vater, mit Gott Gott,\Von der ganzen Erlösung Vollendung, bis zu des Vaters\ Rechte sich hübe! Denn nicht allein der getötete Gottmensch,\ Auch der auferstandene, und himmelerhobene Gottmensch\ Ist das Heil der Sünder, und ihres Glaubens Entzückung“ (V. 47–56). Und nun geht „Jedes Geretteten Auferstehung vom Tode der Seele […] vor dem Ausgesöhnten, und vor dem Versöhner vorüber!“ (V. 72–75). Gabriel schickt nun die alttestamentlichen Urväter und Urmütter, Adam, Eva und ihre Nachkommen Noah, Abraham und Sarah, Isaak und Rebecka, Israel und Rahel usw. zu ihren Gräbern, wo sich ihre Seele mit „dem auferstehenden Leibe“, dem ätherischen Leib, einer idealen Körperlichkeit, umhüllt. Sie bedanken sich dafür in Lobgesängen. In die Suche nach weiteren Gräbern sind Erzählungen über die betreffenden Personen aus alttestamentlichen Quellen eingeschaltet, z. B. über Joseph und seine Brüder oder Prophezeiungen Jesajas und Daniels, die die Endzeit und den Messias ankündigten. Die Szene wechselt vorübergehend nach Golgatha: Auf Bitte der Hohepriester sollen die Henkersknechte die Gekreuzigten vor dem Passah-Fest töten. Da Jesus bereits gestorben ist, treffen die Keulenschläge nur seine Begleiter. Die Seele des reuigen Jünglings begleitet Seraph Abdiel, der Freund Abbadonas in Zeiten seiner Treue zu Gott, wie von Jesus versprochen ins Paradies. Der Autor kehrt zu den Toten des Alten Testaments zurück, Engel begrüßen den aus seinem Grab auf dem Berg Nebo auferstandenen Mose, dann eine ganze Reihe von Königen, z. B. David im Gespräch mit Jonathan und Salomo, mit dem Gabriel einen Dialog führt, oder Hiskia, der vom Götzen Nisroch und dem Schatten Sanherib zuerst am Aufstieg gehindert und dann vom Engel in Wechselrede mit den Dreien vom Tod erlöst wird, während er die Ungläubigen in die Hölle schickt. Es folgen die Propheten Elisa und Hesekiel sowie die Prophetinnen Debora und Mirjam. Aber nicht nur die Helden der Geschichte dürfen mit neuem verklärten Leib auferstehen, auch die Leidtragenden von Opferungen und Ermordungen, wie die Tochter Jephthas, Thirza, mit ihren sieben Söhnen, und Benoni (2. Gesang), der Johannes berichtet, die Urväter und Propheten gesehen zu haben: „Größter, von denen, die Weiber gebaren, von Ewigkeit segne\ Dich der Vater der Wesen zu Ewigkeit! Himmlische Botschaft\ Bring ich: Siehe, der heilige Staub, die Toten erwachen\ Täufer des Herrn, das ganze Gefilde bewegt sich, und rauschet\ Rauschet von Auferstehung“ (V. 1546–1550).

### Zwölfter Gesang
Die Grablegung Jesu wird auf zwei Ebenen aus irdischer und himmlischer Perspektive dargestellt. Joseph von Arimathäa hat von Pilatus die Erlaubnis zur Kreuzabnahme erhalten und legt zusammen mit Nikodemus den Leichnam in eine Grabhöhle. Während Evas goldenes Haar sanft auf die Wunden des Toten fließt und sie als glückliche Mutter leise „Wie schön sind deine Wunden […] noch ungeborner Erlöser“ (V. 92–93) lispelt, steht die andere, Maria, verhüllt und kann „zum Leichnam\ Nicht hinblicken“ (V. 101–102). Anschließend versammeln sich die Anhänger hilflos und in einer Stimmung der Gottverlassenheit im Haus des Johannes. Sie hören nicht die Wechselgesänge der Unsterblichen, welche die Grablegung begleiten und das Leid des Gekreuzigten der Erlösung der Menschen vom ewigen Tod gegenüberstellen sowie die Auferstehung des Messias ankündigen. Jesu Sterben hat seine Anhänger verunsichert, ob seine Prophezeiungen der Erlösung von dem Tod eintreffen. Die trauernde Maria tröstet Martha, ermutigt sie, an Jesu Verkündigungen zu glauben, und nennt ihren Bruder Lazarus als Beispiel für seine übermenschlichen Kräfte. Diese Thematik setzt sich fort, nachdem Lazarus und Martha zu ihrer im Sterben liegenden Schwester Maria gegangen sind. Der Seraph Chebar begleitet ihren Tod mit seinem Saitenspiel, dass „in der Hörerin Seele\ Wachten Empfindungen auf, wie sie noch niemals empfunden,\ Neue große Gedanken, wie aus dem Staube, zu Leben“ (V. 645–647). Der Gesang endet mit zwei Szenen, welche die Problematik der trauernden Menschen wiedergeben: Lazarus, der selbst ein Erweckungserlebnis hatte, bekennt in seinem Gebet: „Denn Entzückung\ Ists, zu vergleichen die Leiden des ersten geflohenen Lebens\ Mit dem ewigen Troste, mit dieser Fülle der Ruhe!“ (V. 706–708). Salem und Selith, die Schutzengel Johannes’ und Marias, sehen, ähnlich im 9. Gesang, beide das Leid, Selith kann aber nur begrenzt : „Sehr vieles empfinden\ Wir den Armen nicht nach. Wir können, wie sie, nicht leiden!\ Sie sind Menschen, und wissen es nicht, mein himmlischer Bruder\ Daß es herrlich endigen wird! […] Statt dieses Ausgangs\ Aus den Labyrinthen […] Sehen sie immer des Jammers mehr, in der Labyrinthe\ Dunkleren Pfaden.“ (V, 819–826)

### Dreizehnter Gesang
Die wiederauferstandenen David, Joseph, Hesekiel usw. singen mit Harfen und Posaunen Jesus Dank- und Preislieder und sind „Voll der süßen Erwartung der Auferstehung des Mittlers“ (V. 182), der als Gott ohne Verwesung zum Thron aufsteigen wird: „Und wie werden alsdann ihr Antlitz die Ältesten am Throne\ Neigen, und niederwerfen die Kronen, und feiren, und danken,\ Danken dem Einen, der ewig ist, und der Vater der Tage!\ Siehe, du hast es vollendet! Und wirst es noch mehr vollenden!\ Vater! Erster! Du Einer, der ewig ist! O dem Namen\ Deiner Herrlichkeit Preis, von Äonen Preis in Äonen!“ (V. 160–165) Für den Autor sind diese Superlativhäufungen nur eine schwache Nachempfindung der „Gesänge der Himmel“, die „der Seligen Ohr nur hört.“ Denn der „Urbegeistrung entzückte Söhne, der Wonne\ Erstgeborne! Wir kennen sie nicht.“ (V. 171–174). Die Heiligen schweben jubilierend herunter und versammeln sich um das Kreuz. Die auferstandenen Benoni und Maria variieren im Dialog den Lobpreis des Messias und erwarten ihn, um mit ihm emporzusteigen: „All’ auf unzählbaren Stufen, auf einer anderen jeder,\ Immer auf neuen Stufen der Seligkeit, von der Äone\ Zu der Äon’ empor, und hören nicht auf zu steigen!“ (V. 314–316). Von den Seligen schwenkt der Blick zu den Teuflischen. Der Todesengel Obaddon, dessen furchtbarem Schwert Flammen entströmen, befiehlt Satan und Adramelech, ihrer größten Niederlage, dem Triumph der Auferstehung Jesu, „hinter den Scharen der auferstandenen Gerechten und den Scharen der Engel“ (V. 502–503) beizuwohnen. Als der reuige gefallene Engel Abbadona dies hört, bittet er, von Adramelech als süchtiger Kriecher verhöhnt, um Mitleid. Auch er möchte dabei sein, vermutlich in der vagen Hoffnung, der „Sündeversöhner“ könnte auch ihm seine Schuld vergeben. Obaddon antwortet ihm, er habe für ihn keine Befehle, vielleicht sei über ihn das Urteil noch nicht gesprochen. Eingeblendet in die Dankgesänge ist Bekehrung eines römischen Soldaten: Der das nahegelegene Grab Jesu bewachende Hauptmann Gnäus reflektiert über die Wahrheit der Botschaft des Messias von der Auferstehung und über seinen wankenden Jupiterglauben.
Zur Auferstehungsfeier gerät die ganze Natur in Bewegung: Die Gebirge beben. Die Wälder beugen sich gegen das Grab. Der „wankendströmende“ Jordan erschrickt „bis zur Quelle“. „Jubelgesang“. „Mit dem Getön der wandelnden Welten“ erschallen „der Engel Posaunen“. „Aus den Sonnenwegen“ kommt „ein Wetter Jehovas […] schon war zu dem tiefen Tabor des Vaters\ Herrlichkeit niedergestiegen […] Mit glühender Stirne,\ Schimmerndem Aug’, entzückt von der Wonne des Himmels,\ Eine Flamme des Herrn, den Sonnen gleich […] Strahlt’ Eloa hinab in der Auferstandenen Versammlung,\ Rufte: Die Stund’ ist gekommen […] Mit der Morgendämmerung wird der Versöhner der Sünde\ Seinen Leichnam erwecken!“ (V. 547–565) „Er kommt, das Gefängnis gefangen zu führen“ (V. 615) Der jauchzende begnadete Kreis sieht „den Sohn, nach seinen Todeskämpfen\ Auferstanden! […] Herrlich schwebest du über den Felsen des offenen Grabes,\ Göttlich, unaussprechlich geschmückt mit Siege, mit Siege,\ Halleluja, mit Siege, des ewigen Todes Triumphe“ (V. 707–711). Während die gläubigen Söhne und Töchter Adams und Evas vom ewigen Tode erlöst wurden, bestraft der Engel des Todes die Ungläubigen und schickt sie ins Tal der Verdammnis: Satan, die Seele eines Jupiteranhängers und Philo, nachdem er sich auf die Nachricht vom leeren Grab ins Schwert des bekehrten römischen Hauptmanns gestürzt hat.

### Vierzehnter Gesang
Als Grundlage seiner Erzählung vom leeren Grab kombiniert der Autor die Berichte in den verschiedenen Evangelien und ergänzt sie: Maria Magdalena, Maria Kleophas und andere Frauen wollen am frühen Morgen den Leichnam Jesu salben. Damit sie nicht über das leere Grab erschrecken, treten ihnen Gabriel und zwei weitere Engel in Gestalt von Jünglingen entgegen und verkünden ihnen die Auferstehung. Die Frauen eilen verwirrt zurück ins Haus und holen die Jünger Petrus und Johannes. Da erscheint Jesus selbst Magdalena und sagt ihr, dass er vor seiner Himmelreise noch einige Zeit bei ihnen bleibe und sich ihnen zeige. Als die Zeuginnen die Botschaft zu den Jüngern bringen, treffen sie nicht nur auf Begeisterung, sondern auch auf Skepsis, v. a. bei dem aus dem Johannesevangelium, Kap. 20, bekannten Zweifler Thomas, der die Frauen befragt, ob sie sich im Dämmerlicht nicht getäuscht und ob nicht vielleicht die Römer oder Priester den Toten begraben haben könnten. Petrus zweifelt ebenfalls und glaubt erst der Botschaft, als Jesus ihm unter dem Kreuz erscheint und ihm die Hand reicht. Mit dieser Nachricht kehrt er zurück zu den darüber glücklichen Anhängern und Maria. Sie danken dem Messias für sein Opfer und beten ihn an. Doch Thomas ist weiterhin nicht überzeugt und fragt, warum Jesus nicht allen erscheine, warum nicht seiner Mutter Maria. Petrus antwortet ihm: „Wir sahen! […] Du siehst nichts! Schaffest dir Schatten\ Bange Bilder von Gräbern und Nacht, erschreckende Zweifel!\ Redest entflammter davon, als wir von dem Auferstandenen,\ Den wir sahen, und hörten, und dessen Leib wir berührten!“ (V. 821–826). Der Autor erweitert die Rolle des Zweiflers, indem er ihn, nachdem er die Versammlung verlassen hat, in einem Monolog in der Einsamkeit das Handeln des Gottvaters rational-kritisch reflektieren lässt: Er kann mit seinem Verstand nicht erfassen, warum Jehova, der im Alten Testament mehrmals sein Volk aus Gefahren errettete und die Feinde vernichtete, z. B. bei der Flucht aus Ägypten durch das Meer, seinen Sohn am Kreuz sterben ließ und nicht in das Geschehen eingriff. Das übersteigt sein menschliches Denken: „Wie kenn ich\ Über dem Grabe die dunkleren Labyrinthe, die bängern\ Schwermutsvolleren Pfade, zu denen des Todes Tal führt;\ Da ich die trüben Wege des Lebens im Staube nicht kenne? […] Vater! Wo ist dein Sohn? Wo säumte dein Donner, wo schliefen\ Deine Wetter, als nun das hohe Kreuz sich emporhub?“ (V. 907–913). In einer Parallelhandlung wird die aus dem Lukasevangelium, Kap. 24, überlieferte Geschichte von Kleophas eingeschaltet, dem ein Wanderer begegnet, der sich in Emmaus durch Gestik und Stimme als Jesus offenbart. Er kehrt mit dieser Nachricht in die Versammlung zurück und bestätigt die Augenzeugenberichte. Diesmal stellt Lebbäus kritische Fragen. Da erscheint Jesus, zeigt seine Wunden, speist mit ihnen und verkündet seinen Auftrag an sie, die Botschaft seiner Auferstehung überall zu verkünden, in seinem Namen zu lehren und Sünden zu vergeben: „Wer glaubt, und getauft wird,\ Der wird selig! Verdammt, wer nicht glaubt! Der Glaubenden viele\ Sollen Wunder begleiten. In meinem Namen vertreiben\ Sie den Satan aus den Beseßnen; und reden in Sprachen,\ Die sie nicht lernten“ (V. 1368–1372).

### Fünfzehnter Gesang
Mit dem fünfzehnten Gesang beginnen die Missionszeit und die Bildung von christlichen Gemeinschaften. Der noch nicht in den Himmel aufgestiegene Jesus zeigt sich seinen Jüngern, und die von ihm auferweckten Toten erscheinen lebenden Personen und verkünden ihnen als Zeugen von ihrer Auferstehung aus dem Grab: wie ihre umherirrenden Seele sich mit einem neuen Leib verbunden hat und wie sie die Unsterblichen gesehen haben. Diese erzählen ihre Traumbilder weiter, und so vergrößert sich die Anhängerschaft.
Während Saul von Jesus selbst seinen Missionsauftrag erhält, sucht die heilige Schar der bereits im 11. Gesang Auferstandenen aus ihrer Höhe lebende Menschen aus, schwebt herab und erscheint ihnen, meist als Pilger gekleidet, und macht ihnen Hoffnung, indem sie ihnen die Botschaft von der Auferstehung Jesu und der Erlösung der Menschen vom ewigen Tod verkündet. Einige der auserwählten Personen sind aus der Apostelgeschichte überliefert, andere hat der Autor erfunden: Der im 8. Lebensjahr todkranke Nephthoa betet zu Gott, seine Schwester wiedersehen zu dürfen. Benoni erscheint ihm und verheißt ihm im Namen Jesu das ewige Leben. Dilean trauert um seinen Freund und seine Geliebte und zweifelt an der Möglichkeit der Auferstehung der vom Zerfall zu Staub bedrohten toten Leiber. Trotz seines mangelnden Glaubens kündigt ihm die Märtyrerin Thirza die Auferstehung an, und er betet um die Vergebung seines Zweifelns. Die Prophetin Debora tröstet die Seidenteppichstickerin Tabitha, indem sie ihr von ihrer eigenen Erweckung erzählt. Gedor und seine geliebte Cidli glauben an Jesu Botschaft. Als Cidli stirbt, wird sie im Augenblick des Todes von Rahel empfangen. Stephanus, der künftige Märtyrer, unterhält sich mit Jedidoth, dem Jüngsten der sieben Söhne Thirzas, über den auferstandenen Jesus und das Schicksal seiner Familie beim Makkabäeraufstand gegen Epiphan. Barnabas Joses, der sein Geld mit den Armen teilt, erscheinen Elisas und Johannes. Die Römerin Portia (7. Gesang) erfährt die Botschaft von Rahel und Jemina, der ältesten Hiob-Tochter. Den blinden Beor tröstet Hiob durch sein eigenes Beispiel und das Versprechen auf Lohn für schweres Leid. Simeon erscheint seinem blinden Bruder Elkanan, Benoni seinem Bruder Joel und seinem Vater Samma, die Mutter aller Menschen Eva der Mutter des Messias Maria. Jonathan, Sauls Sohn, ist der Pilger Semidas (4. Gesang), der am Ende seine Geliebte Cidli verklärt schwebend umarmt.

### Sechzehnter Gesang
Mit Motiven aus der Offenbarung des Johannes, Kap. 20, erzählt der Autor das Gericht Jesu. Er ersteigt auf dem Berg Tabor den Thron des Herrschers der Welten und richtet die Toten. Selig gesprochen wird eine Reihe ehrenhafter Personen: z. B. der edle, aber von den Menschen verkannte und verhasste Kermath, ein indischer König, der sich um die Seelen seiner Sklaven sorgt, ein unter der Tyrannei eines Königs redlich gebliebener, verleumdeter Mann, der sich in Verzweiflung erstochen hat, Gelimar, ein feuriger, an das ewige Leben glaubender Jüngling, der vom Volk verachtete Bettler Elisama, Seelen der Kinder, Geltor, der in seinem Leben viel Gutes und Frommes getan hat, Zoar wegen seiner Reue und Demut, im Gegensatz zu seinem überheblichen Freund Seba, der vom Todesengel in die Tiefe geführt wird, der Jüngling Cerda, der Freunden und Feinden freundlich begegnete. Verdammt werden dagegen der stolze Zadech, weil er „mit stolzer Erwartung […] Kronen des Lohns am Ziele des Laufs\ Ohne Demut sich träumt“ (V. 282–284), zwei Heerführer als „Hochverräter[-] der Menschlichkeit“ (V. 310), Gagid und Syrmion, die sich gegenseitig erschlagen haben, Toa, der sich gegen den „Mittler“ empört hat, ein Tyrann, der seinem „Volke die heiligen Rechte der Freiheit […] mit Schlangenentwürfen, und Klauen des Löwen entrissen“ hat (V. 434–435). Dann wird der Abstieg Jesu zu den Pforten der Hölle und sein Kampf gegen die Dämonen erzählt: die Zerstörung des Thrones und die ewige Entmachtung Satans und Adramelechs. Moloch und Magog zerstören sich gegenseitig. Auch Gog muss anerkennen, „Daß Gott sei!“ (V. 689).

### Siebzehnter Gesang
Drei Handlungsstränge verlaufen parallel: Jesus richtet auf Tabor, zum ewigen Leben Erweckte erscheinen als Pilger lebenden Personen und verkünden ihnen die frohe Botschaft, gemeinsam besingen sie mit den Engeln die neue Welt, in der es keinen Tod mehr gibt.
Jesus erscheint Thomas und zeigt ihm seine Wunden. Jetzt erst ist er von der Auferstehung überzeugt, bereut seine Zweifel, kehrt zu den Jüngern zurück und berichtet ihnen von der Erscheinung. Jesus sondert im Folgenden die weinenden Scharen, die „belastet von Elend\ Wider die Vorsicht murrten, und, erblos im Reiche des Lichtes,\ Wie sie wähnten, auf ewig nun, und von der Verzweiflung\ Strom ergriffen, und Strudel gedreht und Sturm, sich empörten!“ von den jubelnden Scharen gläubiger Seelen, die nun „Freien\ Stiegen verklärt aus der Tief‘ empor und folgen den Engeln,\ […] zur weiteren Wallfahrt\ Durch die Welten umher, mit hellen Gürteln, als hätte\ Sie die Morgenröte gewebt, begürtet, und trugen\ goldene Stäbe, mit denen sie oft, wie sehr auch die Reise\ durch die Welten die Pilger sich freuten, gen Himmel wiesen“ (V. 185–191). Nephthoa (15. Gesang) wählt, geleitet durch die Weisheit Christus, fünf Knaben aus. „Sie fanden gegen des Grabes\ Eingang über im Schimmer des lieblichen Morgens, auf welchem\ Jungen Grase, beströmt vom Dufte der Blütengerüche, Heilige Gottes“ (V. 236–239), u. a. Benoni „und sie sangen dem Sieger“ und „So wie der Gesang in Strömen dahinfloß,\ Tanzten die Knaben den heiligen Reihn zu dem Siegesgesange.\ Siehe, der Himmelsbogen erhob. Nach dem furchtbaren Wetter,\ Sich in der Wolke! Der Bund ist ewig, der Auferstehung\ Bund ist ewig!“ (V.255–261) Die Schar der Zeugen (11. Gesang) erweitert sich und hört Christus singen. „Jetzo ward ein Chor die Versammlung der sterblichen Christen\ Und der vollendeten. Alle sangen dem Sohne, mit Stimmen\ Lautes Jauchzens, die Himmlischen; leises Stammeln, die Menschen:\ Preis und Ehre dem Überwinder!“ (V. 354–357). Einer Reihe von Personen, u. a. dem Zweifler Sebida, dem bekehrten Hauptmann Gnäus (13. Gesang), Bethoron, der sich Jesus nicht als Jünger anschließen wollte, dem von Jesus vom Aussatz geheilte Bersebon, begegnen Pilger, die ihnen ihre Auferstehung prophezeien. Bei diesen Zeugen tauchen, neben bereits bekannten alttestamentlichen, neue Personen auf: Dimnot aus Samos, Kerdith vom Nilus, Japhet aus Tenedos, Gerson von Paros, d. i. Hiobs Freund Elihu, Jedidoth (15. Gesang). Maria möchte ihren Bruder Lazarus trösten und ihm erzählen, dass sie Davids Freund Husai und die Psalmendichter Jedithun und Heman, den Schwiegervater Moses Jethro, Jephthas Tochter Meggido (11. Gesang) gesehen hat. Doch sie muss schweigen, denn Jesus wird Lazarus selbst erscheinen.

### Achtzehnter Gesang
Die Prophetin Sionitin singt dem Erzähler Adams Gesicht (= Vision) vom endzeitlichen Weltgericht: Vor dem Richterthron klagen in einer Bilderfolge alle, die in ihrem Leben Leid erlitten haben, die Verursacher an: die von Christen und Heiden verfolgten Christen sowie die Märtyrer ihre Verfolger, die in Eroberungskriegen Gefallenen die Könige usw. Ein „Weiser, der aus der Natur labyrinthischen Tiefen\ Bis zu dem Throne des Sohns sich erhob […] noch mächtiger hub ihn\ Tiefe Kenntnis vom Tun des Menschen, nicht zuletzt das Gewissen, […] zu der Waage des Richters der Welt steigt“ (V. 305–310). Er vertritt die Opfer: „Helden würgten das Menschgeschlecht; und Priester der Christen\ Christen bei den Altären: allein am Altar, auf dem Schlachtfeld\ Floß aus den Wunden nur Blut! Ihr habt unsterbliche Seelen\ Durch geheimes Würgen vertilgt […] Ihr habt die schäumenden Becher\ Eurer Gifte, die Wollust kränzt’, und Lache des Hohnes,\ Unter die Leute getragen, noch öfter in die Paläste,\ Daß von dem Zaubertrunke der goldne Tyrann hintaumelnd\ Tod, und Menschlichkeit leichter vergaß, und über den Gräbern\ Jenes Gericht, das nun […] Jesus enthüllt hat!“ (V. 338–350). Mit den Ungläubigen und Ungerechten, den Hochmütigen und Spöttern wird hart abgerechnet: „Weh euch, kein Mitleid! Ihr konntet den Wurm auf der Erde nicht anschaun,\ Ohne den Schöpfer voll Huld in des Wurmes Freude zu sehen!\ Euer Auge konntet ihr nie gen Himmel erheben,\ Ohne den großen Erbarmer zu sehen! Ihr habt es gen Himmel\ Niemals erhoben! nie habt ihr geweint!“ (V. 179–183). Als ein Verurteilter gegen das fehlende Erbarmen protestiert und fordert, dass seine Seele „In verwehende Trümmern gebrochner Gedanken versinke,\ Dann entflieh in die unergründlichen Räume des Undings.“ (V. 436–437), streckt der Richter erzürnt über solches Aufbegehren „Seinen Arm aus, warf einen flammenden Donner,\ Daß die Höhn und die Tiefen bis in die Gewölbe der Hölle\ Laut ertönten! Von seinem Haupte der hohe Gerichtsplatz\ hundert Hügel stürzte. Der Schutt erzitterte, dampfte,\ Krachte, wie im Gebirg’ Erdbeben dumpfes Getös wälzt“ (V. 462–466). Der „Lästerer“ unterwirft sich verzweifelt: „laß ab! Dich hör ich ewig! Ach ewig\ Stürzen die dampfenden Hügel auf mich! […] Verflucht sei der Mund, der sich auftat,\ Seinem Gerichte zu flehen, daß es noch entsetzlicher würde!“ (V. 474–478). Ein Cherub „hielt ein Schale voll Flammen die Himmel herunter,\ Daß die Schatten des drohenden Arms die Toten zu Scharen\ Überschatteten! wendete schnell die tönende Schal‘ um,\ Goß die Flammen vom Himmel.\ Noch klang die Schale, noch strömte\ Auf den Gerichtsplatz Glut herab; da schwur der Verderber\ Laut durch die Himmel: Bei seinem Namen, er heißt Jehova!\ Rächer heißet er auch, und gab sie den Menschen!\ Er erschuf die Religion, und gab sie den Menschen!\ Er nur wußte, wer Gott sei! Erscheint, zu stolze Betrüger,\ Götterschöpfer, erscheint, die den Hocherhabenen des Himmels,\ Die den Liebenswürdigen also den Menschen entstellten,\ Oder Gehülfen ihm gaben, daß Götter sie neben ihm würden! Sie erschienen. Es richtete sie der göttliche Stifter\ jener Religion“ (V. 568–581). Am Ende seiner Vision sieht Adam, wie Eloa alle Menschen vor den Richtstuhl ruft. „Die Rache glüht in dem Aug’ ihm!\ Sein geöffnetes Buch hing durch der Himmel herunter“ (V. 747–750). Er spricht zum Urvater: „Geh nun, du fülltest dein Ohr mit süßer Unsterblichkeit Schalle!\ Geh, du hast sie erlangt; doch die nicht, denen du träumtest!\ Ewig ist euer Name, vom letzten Pöbel der Seelen\ Mit den wildesten Flüchen der Hölle genennet zu werden!“ (V. 765–768). Schnell hat der Richter das Schicksal der Unterdrücker, der Verursacher mordender Kriege, „des Menschengeschlechtes\ Brandmal alle Jahrhunderte durch“ (V. 760–761) entschieden, sie zum ewigen Tod verurteilt. Todesengel stoßen sie in die Hölle hinab, und die Höllentore verschließen sich ihnen für immer.

### Neunzehnter Gesang
Adams Visionen werden fortgesetzt in einer weiteren Sequenz: Eva fleht auf einem Hügel das Gericht um Gnade für ihre Kinder an. Die nur in äußeren Handlungen, aber nicht im Herzen, in heißen Gebeten von der Botschaft des Messias durchdrungenen Christen werden angeklagt, zu wenig Demut, Menschlichkeit gezeigt zu haben. Der gefallene und reuige Engel Abbadona bittet um seine Auslöschung aus der Schöpfung, aber nach nochmaliger Aufrechnung seiner schweren Schuld durch den Todesengel und demütiger Unterwerfung erklingt eine Stimme aus dem Thron: „Komm, Abbadona, zu deinem Erbarmer!“ (V. 193). Dann sieht Adam weiter in die Zukunft, wie „in unendlicher Ferne […] die Scharenheere der Überwinder gen Himmel\ Wallen […] und ich sah verwandelt die Erde\ Werden! Ihr Engel des Allerheiligsten! Und ihr Geborenen!\ Sahe weit um mich her die Fluchbeladne zum Eden\ Werden! Also erstand ich aus Staube; so wurde die Erde\ Eden aus Trümmer. Die Schöpfung erscholl umher, und die Sterne\ Leuchteten heller“ (V. 244–257). Nach seinem „Gesichte“ sieht er, wie Jesus seinen Jüngern beim Fischfang auf dem See Tiberias erscheint und ihnen den Auftrag gibt, ihm nachzufolgen und seine Botschaft zu verbreiten (nach dem Johannesevangelium, Kap. 21). Dann ruft der Messias seine Anhänger zum Abschied auf den Berg Tabor. Lazarus, Maria und Magdalena singen Preislieder und beten um seine Hilfe. Viele der im 15. Gesang Bekehrten, Nikodemus, Joseph und die Jünger machen sich auf den Weg, insgesamt siebzig Anhänge. Begleitet von Gesängen der Engel, sehen sie seine Erscheinung: „Auf einmal umschwebte\ Aller Augen Entzückung. Wie Frühlingssäuseln im Walde\ Sanft herrauscht, so ertönte der Redenden leiser Zuruf,\ Und der Weinenden, als die Überzeugung vom Himmel\ Ihnen ward, und verwandelt wurd’ ihr Glauben in Schauen!\ Wie der Waller im Sonnenstrahle, der dürstet’, und trank, noch\ Dürstet, und trinkt; so sahn sie mit Himmelsbegierde den Herrn an!“ (V. 688–694). Die Anhänger wandern zum Ölberg. Jesus segnet sie. „Und siehe, die Wolke\ Kam herunter, und hob ihn empor gen Himmel. Die Zeugen\ Sahen lang dem Gekreuzigten nach, dem Erstandenen vom Tode!\ Lange mit freudeweinendem Blick, mit erschütterter Seele,\ Ach mit jenem Gefühl, wie es uns wird werden, wenn Christus\ Wiederkehrt, als Richter der Welt, in den Wolken des Himmels!“ (V. 1052–1057). Die letzte Erscheinung mit der Rede und Himmelfahrt Jesu sowie Motive der Pfingstgeschichte orientieren sich an der Apostelgeschichte des Lukas (Kap. 1 und 2).

### Zwanzigster Gesang
Der letzte Gesang besteht aus einer in die Himmelfahrt Jesu zum Thron des Vaters einbezogenen Folge von Chorliedern nach der Art alttestamentarischer Psalmen. Scharen „Erstandner“ schweben mit dem Messias in die höheren Sphären, singen, begleitet von den Harfen und Posaunen der Engel, den „Psalm der Wonne“ und andere Preislieder auf die neue Schöpfung, auf Jesu Opfer für die leidenden Menschen und ihre Erlösung vom Tode und ihre Vereinigung im ewigen Leben mit Gott. Sie werden von Chören bereits aufgestiegener Erstandener empfangen. Es sind Seelen aus allen Völkern, die „Bis zur Zeit des Triumphes, in den Hainen der Ehre versammelt“ waren (V. 1529). „Die Chöre des frommen Triumphheers“ besingen die „Wunder des Göttlichen unter dem Volke der Gnade […] Mit der schnellen Wahl der Entzückung\ Eilten von Wunder zu Wunder sie fort. Wie ein schimmerndes Chor flog,\ Unter dem Silbergetöne der Saiten, so sangs zu dem andern\ Hellen Chore, das kaum der Begeistrung Jubel zurückhielt.“ (V. 197–202). Die daran anschließenden Lieder der Todesengel behandeln Überlieferungen aus dem Alten Testament wie die Rettung Moses und seines Volkes aus der ägyptischen Gefangenschaft, die Einnahme Jerichos (nach Josua, Kap. 6) und die Rettung aus dem babylonischen Exil (nach Motiven des Propheten Hesekiel). In allen diesen Beispielen besiegt Jehova die Feinde Israels, in anderen bestraft er bei Gesetzesübertretungen sein Volk. Beim weiteren Aufstieg in der Straße des Lichts singen Chöre vom neuen Bund der Menschen mit Gott durch Jesu Kreuzestod, vom Turmbau zu Babel und von in der Offenbarung erwähnten kleinasiatischen christlichen Gemeinden. Immer wieder neue Chöre z. B. der Erzengel und der Propheten, mit Debora und Mirjam als Einzelstimmen, singen miteinander oder im Wechsel das Loblied auf Gottsohn und Gottvater, den Sieg über Satan: „Hingerissen von dieser Begeistrung des Schauers der Zukunft,\ Schwebt’ in lichterem Meere der Himmelsheitre die Heerschar,\ Schwebt’ mit schneller Eile dahin“ (V. 926–928). In den Psalmen werden aus anderen Gesängen bekannte Motive und Begriffe in Variationen immer wieder miteinander zu neuen Bildern verbunden: Die ewige Welt (z. B. Himmel, Thron Gottes, Siegeskronen, Goldglanz, göttliches Licht, des Lichtreichs Herrlichkeit, Erben des Lichts, Glanzschar, Heerzug der Gestirne, Sternenheer, Strahlen, sanftlispelndes Harfengetön, Posaunenruf, Wonnegesang, Glanz, des Triumphes Palmen, Zeder des Herrn, Unsterblichkeit, Vollendung, Herrlichkeit, Seligkeit, Ausruf der Entzückung, des Heils Strom, Bund, Weltkreis, des neuen Äons Herrlichkeit). Das Gericht über die sündige Welt (z. B. Schuld, Elendslast, der Sterbenden Jammergeschrei, Abgrund des Verderbens, Nachttal des Entsetzens, des Todes banger Nachtpfad, Saat, Ernte, Staubkorn, Trümmer der Verwesenden, Grau’ntal der Verwesung, Grabnacht, Entsetzen vor dem Gericht, Gebärerinangst, Engel des Weltgerichts, Waagschal' des Gerichts, Schwert, Donnersturm) und Jesu Opfertod (z. B. Blut der Entsündigung, des Altars Blutruf, Versöhner, Ruf der Erstaunung, Erlösung, Erbarmen, Heil, Labsal der Gerechten, Christi Triumph).

## Entstehung
Klopstock versuchte, begründet in seiner christlichen Erziehung und der Religiosität der Zeit, in der er lebte, die himmlische Liebe Gottes zu den Menschen zu schildern. Dabei wird der Inhalt des Messias weniger von epischen Schilderungen der Begebenheiten geprägt als vielmehr von einem religiös-ekstatischen Gesichtspunkt bestimmt. Geprägt von der Tradition des Pietismus verkündet das Werk unter anderem die christliche Botschaft:
„Sing, unsterbliche Seele, der sündigen Menschen Erlösung“ (I, 1).
Der Autor fasste bereits in seiner Schulzeit den Plan, ein literarisches Werk über die Erlösung des Menschengeschlechts durch den Tod Jesu Christi darzustellen. Während der Studentenzeit erarbeitete er die ersten Gesänge, doch erst Jahrzehnte später (1772) waren alle zwanzig abgeschlossen. 1773 gab er die weiteren Gesänge zusammen mit revidierten Fassungen der bereits publizierten Teile heraus, eine weitere überarbeitete Fassung erschien 1781. Da ihn das Werk auch weiterhin beschäftigte und er es als die „Hauptaufgabe seines Lebens“ ansah, entschloss er sich wenige Jahre vor seinem Tod zu einer neuen Ausgabe. Er nannte sie, nicht ganz ohne Ironie, die „des letzten Fingers“. Sie wurde im Rahmen einer Gesamtausgabe seiner Werke 1799/1800 herausgegeben. Im Vorfeld dazu hatte er bereits 1748 mit dem Druck der ersten drei Gesänge begonnen, die zu einem großen Erfolg wurden. Gesang IV und V erschienen 1751, zusammen mit den mittlerweile überarbeiteten Gesängen I–III 1752/53.

## Bedeutung
Klopstock lehnt sich an das epische Versmaß des Hexameters an, handhabt es jedoch frei. Den hohen Ton des Hexameters kombiniert er mit einer syntaktisch komplexen Rhetorik der Innerlichkeit und des Gefühls, um eine suggestive Wirkung zu erzielen: Das Lesen, vor allem aber das Hören des Messias sollte einem Erweckungserlebnis gleichen.
Durch die erstmalige Verwendung von Hexametern ist Klopstocks Messias Wegbereiter und Impulsgeber für die weitere Literaturgeschichte. Das Werk wurde als religiöses Erbauungsbuch gelesen und übte auf zeitgenössische Dichter wegen seiner formalen und sprachlichen Gestaltung einen großen Einfluss aus. Johann Wolfgang von Goethe und Friedrich Hölderlin nutzen die neuen freien Rhythmen, die endlich den strengen Gebrauch von Reimen nach der Opitzschen Schule lockerten und der künstlerischen Entfaltung des Wortes neuen Raum gaben.
Das Werk wurde Vorbild für die Messiaden ab dem 18. Jahrhundert.

## Kritik
Zeitgenossen kritisierten das Werk wegen seiner Unanschaulichkeit und es galt als ein Wagnis, so ein Epos mit religiösem Inhalt in Hexametern zu verfassen. Die ausgelösten, teilweise heftigen, Diskussionen trugen dazu bei, dass sich in der deutschen Literatur im Rahmen der Poetologie die Ansichten von Bodmer und Breitinger gegen die Tendenzen der Schule Johann Christoph Gottscheds durchsetzen.
Wegbegleiter Gotthold Ephraim Lessing lobte die Schönheit der Poesie, die in Sprache und Wortklang ihren Ausdruck fand. Der edle Ausdruck wurde seiner Meinung nach durch passendes Silbenmaß und eine reine Wortfügung erreicht.
Johann Heinrich Voß befand: „Nicht nur der Plan des ‚Messias‘ ist ein wahres Scheusal, sondern auch die Ausführung im Einzelnen.“
Ludwig Tieck berichtet:
„Er las uns heute aus dem Messias etwas vor; er liest sehr schlecht, und dann machte mir auch der unaufhörliche Kram von Engeln und bösen Geistern, die unverständlichen Verse, und daß das Gedicht nicht spaßhaft war, so viel Langeweile, daß mir die Kinnbacken vom verbissnen Gähnen wehtaten; meine Augen gingen endlich davon über – er hielt’s für Rührung!“

## Ausgaben
- Der Messias. Ein Heldengedicht. (enthält Gesänge I – III) Hemmerde, Halle 1749 Digitalisat und Volltext im Deutschen Textarchiv
- Der Messias. Bd. 1. (Gesänge I – V) Hemmerde, Halle 1751 Digitalisat und Volltext im Deutschen Textarchiv
- Der Messias. Bd. 2. (Gesänge VI – X) Hemmerde, Halle 1756 Digitalisat und Volltext im Deutschen Textarchiv
- Der Messias. Bd. 3. (Gesänge XI – XV) Hemmerde, Halle 1768 Digitalisat und Volltext im Deutschen Textarchiv
- Der Messias. Bd. 4. (Gesänge XVI – XX) Hemmerde, Halle 1773 Digitalisat und Volltext im Deutschen Textarchiv